# Лотра-Багіші
Ло́тра-Багіші́ (рос. Лотра-Багиши, чув. Лутра Пакăш) — присілок у складі Аліковського району Чувашії, Росія. Входить до складу Шумшеваського сільського поселення.
Населення — 31 особа (2010; 44 у 2002).
Національний склад:
- чуваші — 100 %